# Skawina
Skawina é um município da Polônia, na voivodia da Pequena Polônia e no condado de Cracóvia. Estende-se por uma área de 20,50 km², com 24 362 habitantes, segundo os censos de 2019, com uma densidade de 1188,4 hab/km².